# ヴェルス＝ラント郡

ヴェルス＝ラント郡
Bezirk Wels-Land

ヴェルス＝ラント郡（ヴェルス＝ラントぐん、独: Bezirk Wels-Land）は、オーストリアのオーバーエスターライヒ州にある郡（Bezirk; 行政管区とも訳される）。郡庁所在地はヴェルス。
オーバーエスターライヒ州の中央部に位置し、ハウスルック地方（Hausruckviertel; ハウスルックフィアテル）に含まれる。憲章都市（Statutarstadt）のヴェルスを四方から囲んでおり、また周囲は北から時計回りにエフェルディング郡、リンツ＝ラント郡、キルヒドルフ・アン・デア・クレムス郡、グムンデン郡、フェクラブルック郡およびグリースキルヒェン郡に接している。
ヴェルス＝ラント郡には以下の24の市町村（Gemeinde; ゲマインデ）がある。そのうちマルヒトレンクが市（Stadt）に、9つが町（Marktgemeinde; 市場町）に指定されている。
- アイヒキルヒェン Aichkirchen
- バハマンニング Bachmanning
- バート・ヴィムスバッハ＝ネイトハルティング Bad Wimsbach-Neydharting （町）
- ブーフキルヒェン Buchkirchen （町）
- エーバーシュタルツェル Eberstalzell
- エット・バイ・ランバッハ Edt bei Lambach
- フィシュルハム Fischlham
- グンスキルヒェン Gunskirchen （町）
- ホルツハウゼン Holzhausen
- クレングルバハ Krenglbach
- ランバッハ Lambach （町）
- マルヒトレンク Marchtrenk （市）
- ノイキルヒェン・バイ・ランバッハ Neukirchen bei Lambach
- オッフェンハウゼン Offenhausen （町）
- ペンネヴァング Pennewang
- ピヒル・バイ・ヴェルス Pichl bei Wels
- ザットレット Sattledt （町）
- シュライスハイム Schleißheim
- ジップバハツェル Sipbachzell
- シュタドル＝パウラ Stadl-Paura （町）
- シュタイナーキルヒェン・アン・デア・トラウン Steinerkirchen an der Traun （町）
- シュタインハウス Steinhaus
- タールハイム・バイ・ヴェルス Thalheim bei Wels （町）
- ヴァイスキルヒェン・アン・デア・トラウン Weißkirchen an der Traun